# Nokia 5310
Nokia 5310 XpressMusic er en mobiltelefon fra Nokia, som er 9,9 mm tyk. Den har et 2 tommer stort display med en opløsning på 240 x 320.
Den er tiltænkt unge musikelskere, og har sin egen dedikerede lydchip for bedre lyd, og bedre batterilevetid. Således kan Nokia 5310 XpressMusic spille musik uafbrudt i 18 timer på en fuld opladning.
Derudover har den dedikerede musiktaster i venstre side af skærmen, dels til nemmere musikafspilning, dels til udstråling af at det er en musikmobil.
Den 19. marts 2020 lancerede HMD Global en nyfortolkning af telefonen, Nokia 5310 (2020).

## Indhold i salgspakken
Indholdet i salgspakken til Nokia 5310 er ifølge Nokias hjemmeside:
- Nokia 5310 XpressMusic telefon
- Batteri BL-4CT (860mAh)
- AC-3 Oplader
- HS-45 Stereo headset med AD57
- CA-101 micro USB-kabel
- 2GB Memerycard

| Telefon | Spire Denne artikel om (mobil-)telefoner og telefoni er en spire som bør udbygges. Du er velkommen til at hjælpe Wikipedia ved at udvide den. |